# Édouard Mendy
Édouard Osoque Mendy (sinh ngày 1 tháng 3 năm 1992) là một cầu thủ bóng đá chuyên nghiệp người Senegal hiện đang thi đấu ở vị trí thủ môn cho câu lạc bộ Saudi Pro League Al Ahli và đội tuyển bóng đá quốc gia Senegal. Bắt đầu sự nghiệp của mình ở quê hương Pháp, Mendy thi đấu ở học viện Le Havre trước khi ký hợp đồng chuyên nghiệp với đội hạng ba Cherbourg vào năm 2011. Mendy được ra mắt vào năm 2014 trước khi trải qua một quãng thời gian thất nghiệp, sau đó anh có cơ hội thử việc tại đội dự bị của Marseille. Anh trở thành thủ môn được ra sân thường xuyên trong những mùa giải tiếp theo tại Reims và Rennes.
Vào tháng 9 năm 2020, Mendy ký hợp đồng với Chelsea ở Premier League với mức phí là 22 triệu bảng. Trong mùa giải đầu tiên, anh ngay lập tức có mặt trong đội hình xuất phát, trở thành thủ môn châu Phi đầu tiên thi đấu cho đội một Chelsea, và giữ sạch lưới mười sáu trận tại Premier League. Mendy cũng cân bằng kỷ lục giữ sạch lưới nhiều nhất trong một mùa giải UEFA Champions League với 9 trận, trong đó có trận chung kết để giúp Chelsea giành danh hiệu UEFA Champions League thứ hai trong lịch sử. Anh cũng được trao cả giải Thủ môn xuất sắc nhất năm của UEFA và Thủ môn xuất sắc nhất của FIFA năm 2021, trở thành thủ môn châu Phi đầu tiên trong lịch sử bóng đá giành được cả hai giải thưởng này. Mùa giải tiếp theo, anh cùng Chelsea giành được danh hiệu Siêu cúp bóng đá châu Âu và FIFA Club World Cup.
Là người đủ điều kiện để chơi cho Guiné-Bissau, Sénégal và Pháp, Mendy ban đầu dự định chọn Guiné-Bissau để làm vui lòng người cha của mình, nhưng sau đó chuyển sang chơi cho Sénégal, nơi anh trở thành thủ môn số một cho đội tuyển tại Cúp bóng đá châu Phi 2019, giải đấu mà Senegal kết thúc ở vị trí á quân. Sau đó, anh góp công giúp Sénégal giành chức vô địch Cúp bóng đá châu Phi 2021, đồng thời được vinh danh là thủ môn xuất sắc nhất của giải đấu, giữ sạch lưới trong trận chung kết. Anh cũng là thành viên đội tuyển Sénégal tham dự World Cup 2022 và lọt đến vòng 1/8.

## Đầu đời
Mendy sinh ra ở Montivilliers (Seine-Maritime, Normandy) ở Pháp với mẹ là người Senegal và cha là người Guiné-Bissau. Anh là anh họ của hậu vệ trái Ferland Mendy, người đang chơi cho Real Madrid và Đội tuyển bóng đá quốc gia Pháp.

## Sự nghiệp câu lạc bộ

### Sự nghiệp ban đầu
Mendy gia nhập học viện đào tạo trẻ của câu lạc bộ Le Havre AC khi 13 tuổi. Anh bắt đầu sự nghiệp thi đấu của mình ở đội bóng bán chuyên AS Cherbourg, lúc đó đang chơi ở giải hạng Ba của Pháp. Dù gắn bó với đội bóng vùng Normandy tới 4 mùa giải, nhưng Mendy chỉ được ra sân có 25 lần, trước khi bị đội bóng này thải loại vào năm 2015.
Mendy thất nghiệp trong một năm sau đó khi người đại diện muốn đưa anh đến thi đấu cho giải EFL League One tại Anh nhưng bất thành. Mendy đã có lúc tính đến việc bỏ bóng đá để tìm việc khác kiếm sống và anh từng tìm kiếm cơ hội tại trung tâm tìm kiếm việc làm Pôle emploi. Mendy sau đó quyết định trở lại câu lạc bộ nơi anh khởi nghiệp khi còn là một cầu thủ trẻ là Le Havre và chấp nhận chơi không lương, trước khi nhờ một người bạn giới thiệu đến Marseille thử việc và được chấp nhận ký hợp đồng, chơi ở đội Marseille B. Mendy có 8 trận đấu cho đội B của Marseille và có cơ hội làm việc với cựu tuyển thủ Pháp Steve Mandanda đồng thời lấy lại tự tin cũng như sự chào mời của các đội bóng khác.

### Reims
Nhằm có cơ hội ra sân thường xuyên hơn, Mendy chuyển đến đội bóng Reims ở Ligue 2 vào năm 2016. Mendy được trao cơ hội khi thủ môn chính thức Johann Carrasso bị truất quyền thi đấu chỉ 5 phút ngay khi mùa giải 2016-17 bắt đầu. Anh không để thủng lưới ba trong bảy trận kế tiếp sau đó. Mendy nhanh chóng trở thành thủ môn số một của Reims ở mùa giải 2017-2018, góp công lớn đưa câu lạc bộ thăng hạng lên Ligue 1 với chức vô địch Ligue 2 qua thành tích giữ sạch lưới 18/43 trận. Trong mùa giải đầu tiên của mình tại giải đấu cao nhất nước Pháp, Mendy thi đấu trọn 38 trận và có 14 lần giữ sạch lưới.

### Rennes
Đầu tháng 8 năm 2019, Mendy trở thành cầu thủ của Rennes với bản hợp đồng có thời hạn 4 năm. Phí chuyển nhượng của anh từ Reims sang Rennes không được tiết lộ. Anh có 25 trận đấu tại Ligue 1 2019-20, giữ sạch lưới 9 trận trong mùa giải mà Rennes cán đích trong Top 3 Ligue 1, đủ điều kiện tham dự Champions League mùa sau. Tỷ lệ cứu thua của anh trong mùa giải là 76,3%.

### Chelsea

#### Mùa giải 2020–21

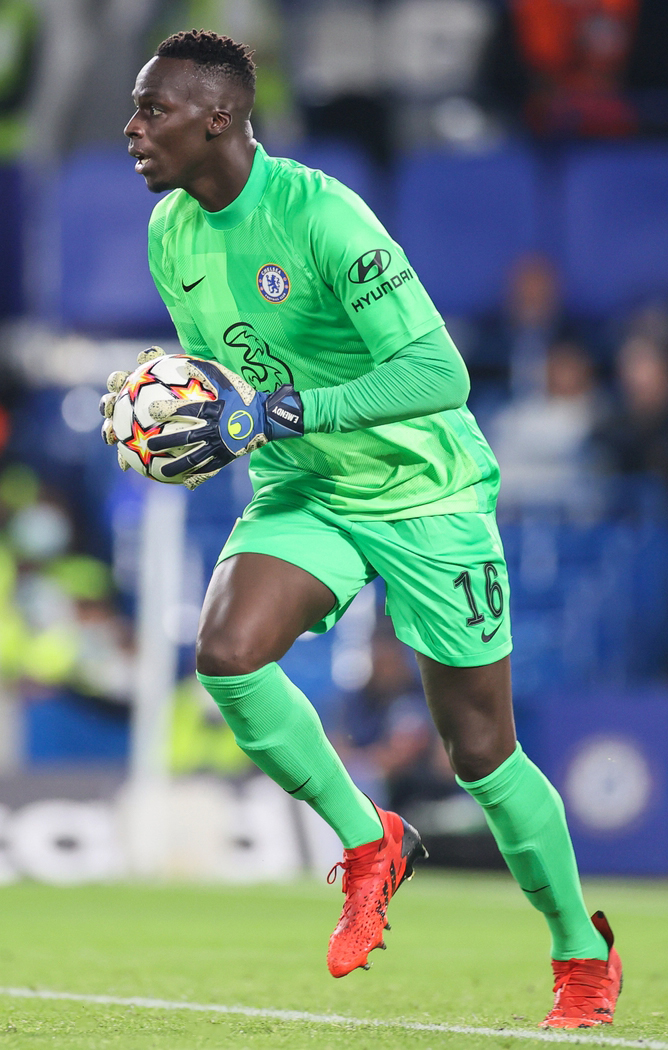
Mendy chơi cho Chelsea năm 2021.

Ngày 24 tháng 9 năm 2020, đội bóng Anh Chelsea chính thức xác nhận đã có được Mendy với giá chuyển nhượng £22 triệu và bản hợp đồng có thời hạn 5 năm. Mendy đã phá kỷ lục chuyển nhượng của một thủ môn từ Pháp sang Anh, trong đó kỷ lục cũ do thủ môn người Cộng hòa Séc Petr Čech nắm giữ vào năm 2004, khi thực hiện một thương vụ tương tự từ Rennes sang Chelsea. Chính Čech, nay là Giám đốc Kỹ thuật Chelsea, tư vấn Chelsea mua Mendy và giúp thương vụ sớm hoàn tất. Ngày 29 tháng 9 năm 2020, Mendy có trận ra mắt Chelsea trong trận đấu với Tottenham Hotspur tại vòng 4 EFL Cup; trận đấu đó Chelsea thua 4-5 ở loạt luân lưu sau khi hòa 1-1 ở thời gian chính thức.
Ngày 3 tháng 10, anh có trận đấu đầu tiên tại Giải bóng đá Ngoại hạng Anh, và anh đã giữ sạch lưới trong chiến thắng 4-0 trước Crystal Palace. Tại vòng đấu tiếp theo đối đầu Manchester United, Mendy ba lần cản phá các cơ hội mười mươi của đối thủ giúp Chelsea cầm hòa được Manchester United 0-0 trên sân khách. Đến trận đấu ra mắt của mình tại UEFA Champions League, Mendy lại tỏa sáng giúp Chelsea cầm hòa được Sevilla 0-0. Đến ngày 31 tháng 10, anh tiếp tục không để thủng lưới trong trận đấu với Burnley và nhờ đó trở thành thủ môn đầu tiên của Chelsea sau Petr Čech vào năm 2004 giữ sạch lưới ba trận đầu tiên của mình ở Premier League.
Chiến thắng 3-0 trước đội bóng cũ Rennes của Mendy vào ngày 5 tháng 11 là lần đầu tiên kể từ năm 2010 Chelsea không để thủng lưới 5 trận liên tiếp và Mendy là người bắt chính toàn bộ chuỗi trận này.
Vào ngày 8 tháng 5 năm 2021, Mendy cản phá một quả phạt đền kiểu panenka từ Sergio Agüero khi Chelsea vượt lên dẫn trước 0-1 để đánh bại Manchester City 2-1. Ba tuần sau, vào ngày 29 tháng 5, Mendy trở thành thủ môn châu Phi đầu tiên chơi một trận chung kết UEFA Champions League và là người đầu tiên kể từ Bruce Grobbelaar, người xuất hiện trong trận Chung kết Cúp C1 châu Âu năm 1985. Chelsea đã đánh bại Manchester City 1-0 trong trận chung kết này. Anh cũng cân bằng kỷ lục giữ sạch lưới nhiều nhất trong một mùa giải UEFA Champions League là 9 trận ngang bằng với Santiago Cañizares trong mùa giải 2000–01 và Keylor Navas trong mùa giải 2015–16.

#### Mùa giải 2021–22
Mendy bắt đầu trận Siêu cúp châu Âu với Villarreal, thực hiện những pha cứu thua quan trọng trong trận đấu kéo dài đến hiệp phụ. Anh được thay thế bởi Kepa Arrizabalaga trong loạt sút luân lưu, trận đấu mà Chelsea đã giành được danh hiệu Siêu cúp châu Âu thứ hai.
Mendy về nhì tại Giải thưởng Yashin trước thủ môn Gianluigi Donnarumma của Ý, người đã cản phá hai quả phạt đền trong trận chung kết Euro 2020. Tuy nhiên, Mendy đã giành được giải thưởng Thủ môn xuất sắc nhất năm của FIFA.
Vào tháng 2 năm 2022, sau khi cùng Senegal giành chức vô địch Cúp bóng đá châu Phi 2021, anh trở lại sau nhiệm vụ quốc tế để tham dự FIFA Club World Cup 2021, bắt chính ở trận chung kết và giành được chiếc cúp thứ hai chỉ sau hai tuần.

#### Mùa giải 2022–23
Ngày 21 tháng 8 năm 2022, trong trận đấu tại vòng 3 Premier League 2022-23 với Leeds United, Mendy mắc sai lầm lớn dẫn đến bàn mở tỉ số của Brenden Aaronson và chung cuộc Chelsea thất bại 3-0. Trong mùa giải 2022-23, chấn thương và phong độ kém khiến Mendy mất vị trí chính thức vào tay Kepa Arrizabalaga, người trước đó là thủ môn số một của Chelsea.

### Al Ahli
Ngày 28 tháng 6 năm 2023, Mendy chính thức chuyển đến câu lạc bộ Al Ahli tại Giải Vô địch quốc gia Ả Rập Xê Út với phí chuyển nhượng ước tính 17 triệu £. Anh ký hợp đồng với 3 năm, nhận lương 9,5 triệu £ kèm 2,3 triệu £ phụ phí.

## Sự nghiệp đội tuyển quốc gia

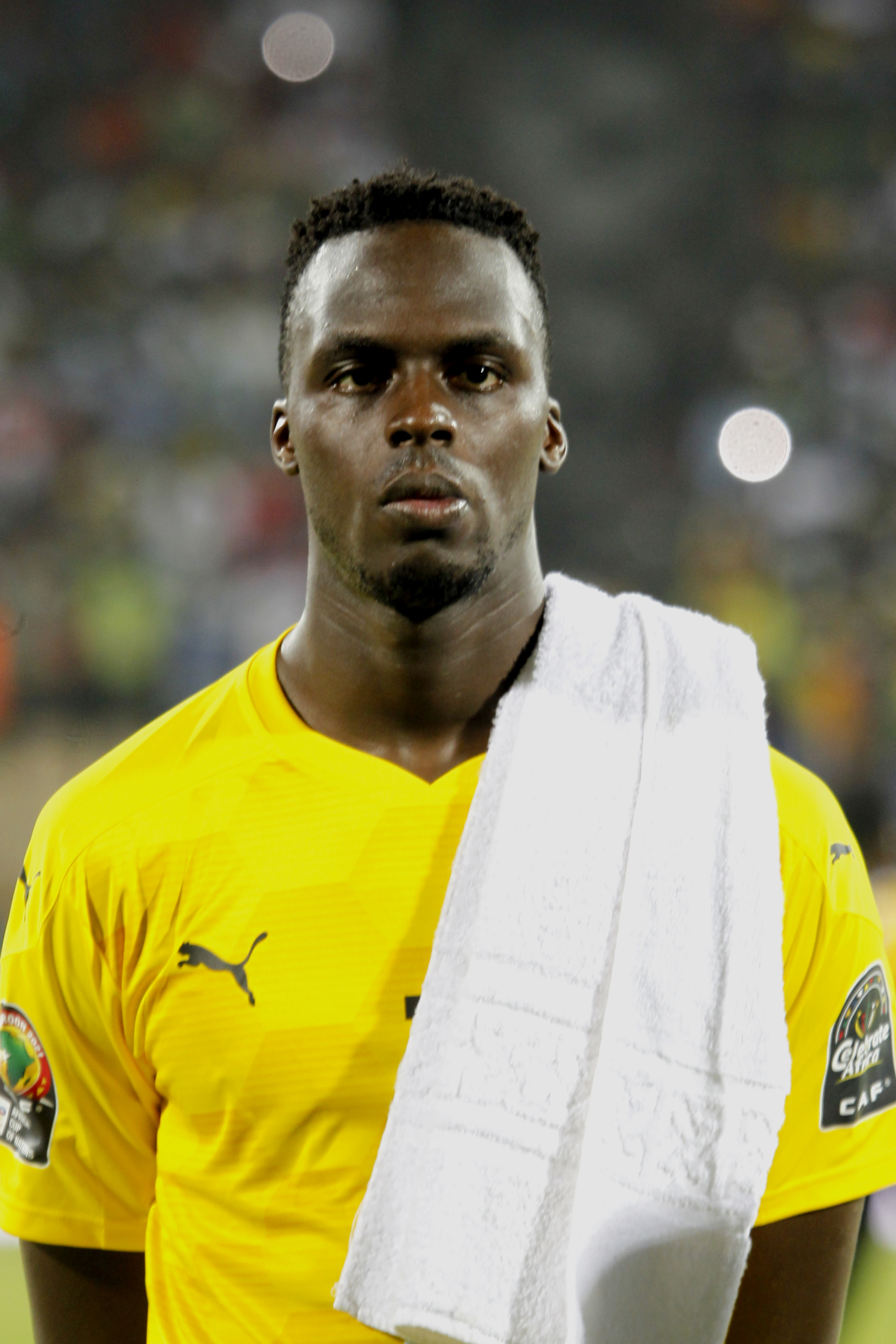
Mendy trong màu áo Senegal năm 2022

Mendy sinh ra ở Pháp, có mẹ là người Senegal còn bố là người Guinea-Bissau, Mendy có thể chọn khoác áo một trong ba đội tuyển tương ứng. Tháng 11 năm 2016, anh được đội tuyển Guiné-Bissau triệu tập cho trận giao hữu trước thềm Cúp bóng đá châu Phi 2017. Anh từng cân nhắc ý định thi đấu cho Guinea-Bissau khi cha anh vào thời điểm đó đang lâm bệnh rất nặng và anh muốn làm vui lòng cha nhưng cuối cùng đã từ chối cơ hội này để có thể thi đấu cho Sénégal.
Mendy có trận ra mắt đội tuyển Senegal vào ngày 18 tháng 11 năm 2018 trong chiến thắng 1-0 trước Guinea Xích Đạo.
Mendy là thủ môn số một của đội tuyển Sénégal tại Cúp bóng đá châu Phi 2019 nhưng anh phải rời giải đấu chỉ sau hai trận đầu tiên vòng bảng với Tanzania và Algérie vì gãy ngón tay. Sénégal sau đó giành ngôi vị á quân.
Vào tháng 1 năm 2022, Mendy được đưa vào đội hình Sénégal tham dự Cúp bóng đá châu Phi 2021 tại Cameroon. Trong trận đấu đầu tiên của anh ấy tại giải đấu, vào ngày 10 tháng 1 trước Zimbabwe, anh ấy đã giữ sạch lưới trong chiến thắng 1–0 cho Sénégal. Sau vòng bảng, Mendy đã giúp đội tuyển tiến vào trận chung kết. Tại trận chung kết vào ngày 6 tháng 2 gặp Ai Cập tại Sân vận động Olembe, sau trận hòa không bàn thắng sau hiệp phụ, Mendy đã cản phá một quả đá phạt đền của Mohanad Lasheen và một cú sút khác chạm cột dọc trong loạt sút luân lưu để giành chức vô địch giải đấu lần đầu tiên cho Sénégal. Với những màn trình diễn của anh ấy trong suốt giải đấu, bao gồm cả việc giữ sạch lưới bốn trận, anh đã được vinh danh là thủ môn xuất sắc nhất của giải đấu.

## Phong cách thi đấu
Mendy đã được mô tả là một thủ môn vượt trội về thể chất, người có ảnh hưởng mạnh mẽ đến hàng phòng ngự thứ ba. Trong mùa giải 2019–20 với Rennes, Mendy đạt tỷ lệ cản phá thành công 75,3%, cao nhất ở Ligue 1, trung bình 2,5 pha cứu thua mỗi trận. Cũng trong mùa giải đó, Mendy hoàn thành 51,4% số đường chuyền trên cự ly hơn 40m, ngang với Ederson, người được đánh giá cao ở khả năng chuyền bóng. Mendy là một thủ môn quyết đoán, thường xuyên cản phá đường chuyền của anh ấy để nhận các quả tạt. Anh ấy cũng rất hoạt ngôn, thường tổ chức vị trí của các hậu vệ của mình. Khi đến Chelsea, cựu huấn luyện viên Frank Lampard đã ca ngợi thái độ tích cực và tinh thần làm việc của anh ấy. Anh gần đây đã giành được giải thưởng Thủ môn nam xuất sắc nhất của FIFA.

## Đời tư
Năm 2021, Édouard Mendy và Ferland Mendy chỉ trích báo chí Anh và Pháp vì đã sử dụng sai hình ảnh của họ trong các câu chuyện về Benjamin Mendy, người đã bị buộc tội tấn công tình dục. "Thật buồn khi năm 2021 rồi vẫn còn việc này. Ở cả Pháp lẫn Anh, người ta không thể phân biệt tên lẫn khuôn mặt của một vài người da đen. Những lỗi này có vẻ là tai nạn, nhưng ngược lại, nó là hiện tượng phổ biến. Tại sao việc phân biệt hai khuôn mặt lại khó đến vậy, đặc biệt khi họ mặc những chiếc áo khác nhau". Hãng thông tấn của Pháp Agence France-Presse đã phải xin lỗi anh về lỗi này.

## Thống kê sự nghiệp

### Câu lạc bộ
Tính đến ngày 26 tháng 5 năm 2025
| Câu lạc bộ          | Mùa giải            | Giải vô địch         | Giải vô địch | Giải vô địch | Cúp quốc gia | Cúp quốc gia | Cúp liên đoàn | Cúp liên đoàn | Châu Âu | Châu Âu | Khác | Khác | Tổng cộng | Tổng cộng |
| Câu lạc bộ          | Mùa giải            | Hạng đấu             | Trận         | Bàn          | Trận         | Bàn          | Trận          | Bàn           | Trận    | Bàn     | Trận | Bàn  | Trận      | Bàn       |
| ------------------- | ------------------- | -------------------- | ------------ | ------------ | ------------ | ------------ | ------------- | ------------- | ------- | ------- | ---- | ---- | --------- | --------- |
| Cherbourg           | 2011–12             | Championnat National | 5            | 0            | 0            | 0            | 0             | 0             | —       | —       | —    | —    | 5         | 0         |
| Cherbourg           | 2012–13             | Championnat National | 3            | 0            | 0            | 0            | 0             | 0             | —       | —       | —    | —    | 3         | 0         |
| Cherbourg           | 2013–14             | CFA                  | 18           | 0            | 0            | 0            | 0             | 0             | —       | —       | —    | —    | 18        | 0         |
| Cherbourg           | Tổng cộng           | Tổng cộng            | 26           | 0            | 0            | 0            | 0             | 0             | —       | —       | —    | —    | 26        | 0         |
| Marseille B         | 2015–16             | CFA                  | 8            | 0            | 0            | 0            | 0             | 0             | —       | —       | —    | —    | 8         | 0         |
| Reims II            | 2016–17             | CFA                  | 1            | 0            | 0            | 0            | 0             | 0             | —       | —       | —    | —    | 1         | 0         |
| Reims               | 2016–17             | Ligue 2              | 8            | 0            | 2            | 0            | 1             | 0             | —       | —       | —    | —    | 11        | 0         |
| Reims               | 2017–18             | Ligue 2              | 34           | 0            | 0            | 0            | 0             | 0             | —       | —       | —    | —    | 34        | 0         |
| Reims               | 2018–19             | Ligue 1              | 38           | 0            | 2            | 0            | 1             | 0             | —       | —       | —    | —    | 41        | 0         |
| Reims               | Tổng cộng           | Tổng cộng            | 80           | 0            | 4            | 0            | 2             | 0             | —       | —       | —    | —    | 86        | 0         |
| Rennes              | 2019–20             | Ligue 1              | 24           | 0            | 5            | 0            | 0             | 0             | 4       | 0       | —    | —    | 33        | 0         |
| Rennes              | 2020–21             | Ligue 1              | 1            | 0            | —            | —            | —             | —             | —       | —       | —    | —    | 1         | 0         |
| Rennes              | Tổng cộng           | Tổng cộng            | 25           | 0            | 5            | 0            | 0             | 0             | 4       | 0       | —    | —    | 34        | 0         |
| Chelsea             | 2020–21             | Premier League       | 31           | 0            | 0            | 0            | 1             | 0             | 12      | 0       | —    | —    | 44        | 0         |
| Chelsea             | 2021–22             | Premier League       | 34           | 0            | 3            | 0            | 1             | 0             | 9       | 0       | 2    | 0    | 49        | 0         |
| Chelsea             | 2022–23             | Premier League       | 10           | 0            | 0            | 0            | 1             | 0             | 1       | 0       | —    | —    | 12        | 0         |
| Chelsea             | Tổng cộng           | Tổng cộng            | 75           | 0            | 3            | 0            | 3             | 0             | 22      | 0       | 2    | 0    | 105       | 0         |
| Al-Ahli             | 2023–24             | Saudi Pro League     | 33           | 0            | 2            | 0            | —             | —             | —       | —       | —    | —    | 35        | 0         |
| Al-Ahli             | 2024–25             | Saudi Pro League     | 28           | 0            | 1            | 0            | —             | —             | 9       | 0       | 1    | 0    | 39        | 0         |
| Al-Ahli             | Tổng cộng           | Tổng cộng            | 61           | 0            | 3            | 0            | —             | —             | 9       | 0       | 1    | 0    | 74        | 0         |
| Tổng cộng sự nghiệp | Tổng cộng sự nghiệp | Tổng cộng sự nghiệp  | 275          | 0            | 15           | 0            | 5             | 0             | 35      | 0       | 3    | 0    | 333       | 0         |

1. ↑  Bao gồm Coupe de France, FA Cup, King's Cup
2. ↑  Bao gồm Coupe de la Ligue, EFL Cup
3. ↑  Số lần ra sân tại UEFA Europa League
4. 1 2 3  Số lần ra sân tại UEFA Champions League
5. ↑  Một lần ra sân tại UEFA Super Cup, một lần ra sân tại FIFA Club World Cup
6. ↑  Số lần ra sân tại AFC Champions League Elite
7. ↑  Ra sân tại Saudi Super Cup

### Quốc tế
Tính đến ngày 10 tháng 6 năm 2025
| Đội tuyển quốc gia | Năm       | Trận | Bàn |
| ------------------ | --------- | ---- | --- |
| Sénégal            | 2018      | 1    | 0   |
| Sénégal            | 2019      | 6    | 0   |
| Sénégal            | 2020      | 2    | 0   |
| Sénégal            | 2021      | 6    | 0   |
| Sénégal            | 2022      | 13   | 0   |
| Sénégal            | 2023      | 4    | 0   |
| Sénégal            | 2024      | 10   | 0   |
| Sénégal            | 2025      | 3    | 0   |
| Tổng cộng          | Tổng cộng | 45   | 0   |

## Danh hiệu
Reims
- Ligue 2: 2017–18

Chelsea
- UEFA Champions League: 2020–21
- UEFA Super Cup: 2021
- FIFA Club World Cup: 2021

Al-Ahli
- AFC Champions League Elite: 2024–25

Sénégal
- Africa Cup of Nations: 2021

Cá nhân
- Đội hình của mùa giải UEFA Champions League: 2020–21
- Ghana Football Awards Best African International: 2021
- Thủ môn xuất sắc nhất mùa giải UEFA Champions League: 2020–21
- Thủ môn xuất sắc nhất FIFA: 2021
- Thủ môn xuất sắc nhất giải Africa Cup of Nations: 2021
- Đội hình của giải đấu Africa Cup of Nations: 2021